# سوکوسور
سوکوسور (نام علمی: Suchosaurus) نام یک سرده از تیره تیغه‌پشتان است.